# Lophiodon
Lophiodon – rodzaj wymarłego ssaka zaliczanego do rzędu nieparzystokopytnych. Jest to krewny dzisiejszych tapirów. Jego tapirzą szczękę znaleziono we Francji. Liczy sobie ona 50 milionów lat.

## Gatunki
Wyróżnia się 13 gatunków lub podgatunków tego rodzaju:
- L. affinis
- L. cuvieri
- L. lautricense
- L. leptorhynchum
- L. leptorhyncum
- L. nanus
- L. pumilus
- L. remensis
- L. rhinocerodes
- L. sanmoralense
- L. tapiroides
- L. tapirotherium
- L. validus